# Gran Barrera CfA2
La Gran Barrera o, més específicament Gran Barrera CfA2, és la segona major estructura coneguda de l'univers després de la Gran Barrera Sloan. És una agrupació formada per galàxies, situada a uns 200 milions d'anys llum. Les seves dimensions són superiors a 500 milions d'anys llum de llargada, 300 milions d'anys llum d'amplada i només 15 milions d'anys llum de gruix. Fou descoberta el 1989 per Margaret Geller i John Huchra a partir d'un estudi de dades de desplaçament cap al roig. De tota manera, no se sap quants anys llum més s'estén la Gran Barrera, ja que les concentracions de pols i gas de la nostra Via Làctia ens impedeixen determinar si encara és més llarga.
L'origen de la Gran Barrera ens és actualment desconegut, però les hipòtesis actuals teoritzen que estructures d'aquest tipus es poden formar seguint "cordes" de matèria fosca en forma de teranyina. És possible que sigui la matèria fosca la que determini l'estructura a gran escala de l'univers. La matèria fosca atrau gravitatòriament la matèria normal i és aquesta matèria normal que observem la que forma les llargues i estretes barreres dels supercúmuls galàctics.